# Liepāja
La ciutat de Liepāja (alemany: Libau, lituà Liepoja, polonès: Lipawa, rus: Либава / Libava o Лиепая / Liyepaya, ídix: ליבאַװע / Libave) és una de les 9 ciutats republicanes de Letònia. Anteriorment a la reforma administrativa del 2009, Liepāja era un dels comtats en què es dividia el país bàltic.

## Fills il·lustres
- Balys Dvarionas, (1904-1972), director d'orquestra, compositor i professor universitari.